# Distruggete Frankenstein!
Distruggete Frankenstein! (Frankenstein Must Be Destroyed) è un film del 1969 diretto da Terence Fisher.
Si tratta del quinto film della Hammer (quarto diretto da Fisher) incentrato sulla figura del Dr. Frankenstein, che, in questa pellicola, acquista definitivamente un'immagine fortemente negativa.

## Trama
Ricercato dalla polizia, il Barone Victor Frankenstein si stabilisce nella pensione gestita dalla bella Anna Spengler, fidanzata del giovane dottor Karl Holst, impiegato presso il manicomio locale. Frankenstein scopre che Karl sottrae dall'infermeria della struttura della cocaina per curare la madre malata e decide di ricattarlo costringendo la coppia ad aiutarlo nei suoi folli esperimenti. Egli decide di far evadere dal manicomio il dottor Brandt, uno scienziato diventato demente che aveva elaborato delle teorie simili alle sue. Durante la fuga, Brandt ha un attacco di cuore che lo lascia in fin di vita, e per salvare il cervello del luminare, Frankenstein lo trapianta in un altro corpo (quello del direttore del manicomio), ma la creatura fugge e cerca di vendicarsi.

## Produzione
La scena dove Frankenstein violenta Anna fu imposta dalla produzione e venne girata nonostante le proteste da parte sia di Peter Cushing che di Veronica Carlson, così come del regista Terence Fisher, tutti concordi nel pensare che un comportamento brutale del genere non si adattasse per nulla al personaggio del barone Frankenstein.
La scena, comunque molto casta, non era presente nel copione originale e venne aggiunta solo dietro insistenza del dirigente della Hammer James Carreras, il quale pensava che una scena "pruriginosa" avrebbe aiutato il film sul mercato statunitense. Ciò spiega perché nel proseguimento del film non ci sia menzione dello stupro né da parte di Anna né da parte di Frankenstein.
(Tale scena e l'intera scena del trapianto di cervello erano presenti, regolarmente doppiate, nella versione italiana del film uscita nelle sale cinematografiche nel 1969, vietata ai minori di 18 anni. Dagli anni 80 nelle programmazioni televisive del film -che passò in seconda serata- tali scene furono tagliate.)

## Versione "gallese"
Alla metà degli anni settanta, il canale televisivo gallese HTV Cymru/Wales, trasmise una versione del film doppiata in lingua gallese intitolata Rhaid Dinistrio Frankenstein, traduzione più o meno letterale del titolo inglese. Questo fu uno degli unici tre film ad essere stati doppiati in brittonico.

## Edizioni home video

### DVD
- In Italia, il film è stato distribuito per la prima volta in formato DVD dalla Sinister Film in collaborazione con CG Home video nell'aprile 2014.